# Cardigan (circonscription fédérale)
Pour les articles homonymes, voir Cardigan (homonymie).
Circonscription électorale fédérale du Canada
Cardigan est une circonscription électorale fédérale canadienne dans la province de l'Île-du-Prince-Édouard. Elle comprend la partie est de l'île.
La circonscription est formée des villes de Georgetown, Montague, Souris et Stratford, les villages de Morell, Mount Stewart, Murray Harbour, Murray River et St. Peters Bay, ainsi que les réserves amérindienne de Morell et de Scotchfort.
Les circonscriptions limitrophes sont Charlottetown et Malpeque.

## Historique
La circonscription a été créée en 1966 avec des parties de King's et Queen's.

## Députés
| Législature                         | Années       | Député           | Député                      | Parti                     |
| ----------------------------------- | ------------ | ---------------- | --------------------------- | ------------------------- |
| Cardigan issue de King's et Queen's |              |                  |                             |                           |
| 28e                                 | 1968–1972    |                  | Melvin McQuaid              | Progressiste-conservateur |
| 29e                                 | 1972–1974    |                  | Daniel Joseph MacDonald     | Libéral                   |
| 30e                                 | 1974–1980    |                  | Daniel Joseph MacDonald     | Libéral                   |
| 31e                                 | 1979–1980    |                  | Wilbur MacDonald            | Progressiste-conservateur |
| 32e                                 | 1980–1980    |                  | Daniel Joseph MacDonald (2) | Libéral                   |
| 32e                                 | 1981-1984    | Bennett Campbell |                             | Libéral                   |
| 33e                                 | 1984–1988    |                  | Pat Binns                   | Progressiste-conservateur |
| 34e                                 | 1988–1993    |                  | Lawrence MacAulay           | Libéral                   |
| 35e                                 | 1993–1997    |                  | Lawrence MacAulay           | Libéral                   |
| 36e                                 | 1997–2000    |                  | Lawrence MacAulay           | Libéral                   |
| 37e                                 | 2000–2004    |                  | Lawrence MacAulay           | Libéral                   |
| 38e                                 | 2004–2006    |                  | Lawrence MacAulay           | Libéral                   |
| 39e                                 | 2006–2008    |                  | Lawrence MacAulay           | Libéral                   |
| 40e                                 | 2008–2011    |                  | Lawrence MacAulay           | Libéral                   |
| 41e                                 | 2011–2015    |                  | Lawrence MacAulay           | Libéral                   |
| 42e                                 | 2015–2019    |                  | Lawrence MacAulay           | Libéral                   |
| 43e                                 | 2019–2021    |                  | Lawrence MacAulay           | Libéral                   |
| 44e                                 | 2021–2025    |                  | Lawrence MacAulay           | Libéral                   |
| 45e                                 | 2025–Présent |                  | Kent MacDonald              | Libéral                   |

## Résultats électoraux
Modèle:Élection générale canadienne de 2025 — Cardigan
|       | Candidat              | Parti             | # de voix | % des voix |
|       | Julius Patkai         | Conservateur      | +03 632,  | 16,15 %    |
|       | (X) Lawrence MacAulay | Libéral           | +14 621,  | 65,03 %    |
|       | Billy Cann            | NPD               | +02 503,  | 11,13 %    |
|       | Teresa Doyle          | Vert              | +01 434,  | 6,38 %     |
|       | Christene Squires     | Héritage chrétien | +00295,   | 1,31 %     |
| Total | Total                 | Total             | 22 485    | 100 %      |

|       | Candidat              | Parti        | # de voix | % des voix |
|       | Michael Currie        | Conservateur | +08 883,  | 40,55 %    |
|       | (x) Lawrence MacAulay | Libéral      | +10 486,  | 47,87 %    |
|       | Lorne Cudmore         | NPD          | +02 164,  | 9,88 %     |
|       | Leslie Stewart        | Vert         | +00373,   | 1,7 %      |
| Total | Total                 | Total        | 21 906    | 100 %      |

|       | Candidat              | Parti        | # de voix | % des voix |
|       | Sid McMullin          | Conservateur | +05 661,  | 29,59 %    |
|       | (x) Lawrence MacAulay | Libéral      | +10 105,  | 52,81 %    |
|       | Mike Avery            | NPD          | +01 556,  | 8,13 %     |
|       | Emma Daughton         | Vert         | +00710,   | 3,71 %     |
|       | Larry McGuire         | Indépendant  | +01 101,  | 5,75 %     |
| Total | Total                 | Total        | 19 133    | 100 %      |